# U bent veel te goed!
U bent veel te goed! is het 8ste album uit de reeks jeugdzonden en het 1ste verhaal uit de reeks Jakke en Silvester. Het verhaal is getekend door François Walthéry op een scenario van Peyo en Vicq. Het verscheen oorspronkelijk in 1963 en 1964 in Le Soir Illustré en werd in 1978 heruitgegeven in Robbedoes. Het album verscheen in 1980.

## Verhaal
Een man laat in de bank een proefbuisje vallen. Hij begint onmiddellijk al zijn bezittingen weg te geven. Nadat hij zijn geld en auto al heeft weggegeven, begint hij aan zijn kleren. Jakke en Silvester kunnen verhinderen dat hij in het midden van de straat zijn onderbroek als laatste kledingstuk weggeeft. Silvester krijgt nog zijn horloge. Een derde man, Bob Zwengel, biedt een lift in zijn auto aan. Samen brengen ze de gekke man naar huis.
Bij hem thuis gaat het spelletje echter verder: de man geeft zijn huis en aandelen weg. Plots krijgt hij zijn verstand terug en beschouwt de drie hulpvaardige mannen als dieven. Hij vat echter al snel wat hij heeft gedaan en legt de drie mannen uit dat hij professor is en een middel heeft gevonden tegen verkoudheden. Het middeltje maakt de patiënt echter ook goedgeefs. Dat middeltje had hij dus gebroken. De drie laten de professor en zijn assistent wat later alleen.
Silvester heeft het horloge van de professor vergeten terug te geven. Hij gaat terug, maar daar vindt hij Zwengel die het middel steelt. Hij vlucht. Een week later gebruikt Zwengel het middel om juweliers goedgeefs te maken. Zo krijgt hij hun juwelen in handen en wordt hij snel rijk. Een van zijn proefbuisjes breekt echter voor zijn neus. In zijn goedgeefsheid schenkt hij zijn gestolen goederen én de fles met het middel aan zijn buurman Matthias.
Zwengel probeert wat later opnieuw in te breken bij de professor, maar hij wordt gearresteerd en bekent. Matthias blijkt een bekende boef te zijn. Silvester besluit in het bandietenmilieu te duiken om het middel te bemachtigen. De politie tipt hem waar hij Matthias kan vinden. Om hem te overtuigen van zijn kwaliteiten, leert hij een andere bandiet, Sjors, een lesje. Matthias wil hem aan zijn grote baas voorstellen, een bekende criminoloog. Hij weet diens vertrouwen te winnen door wat later te doen alsof hij een bank overvalt. Zijn volgende opdracht wordt het bewaken van de bewuste fles met het middeltje. De bandietenbende plant een overval op een bank in Monico, een stadstaat. Silvester kan ontsnappen noch Jakke inlichten. Zijn infiltratieplan lijkt te mislukken.
De bandieten kruipen via een zorgvuldig uitgekozen hotelkamer op het dak van een grote bank. Ze gieten een deeltje van het middel in de airconditioning en breken daarna in. De nachtwaker wil hem met alle plezier het goud van de bank geven. Silvester probeert in een kamertje Jakke op te bellen, maar spreekt daardoor per ongeluk ook in een microfoon. Het hele gesprek is daardoor overal in de bank te horen. De bende komt op hem af. Silvester kan de leider nog uitschakelen en steelt het middeltje. Als laatste redmiddel gooit hij het stuk. Ook de bandieten worden nu goedgeefs. Ze schenken het goud van de bank aan de inwoners van de stad waardoor die in een chaos terechtkomt. De politie en brandweer komen tussenbeide en brengen het goud weer naar zijn plaats terug. De bandieten worden opgesloten.
Silvester krijgt een goudstaaf als dank. Hij schenkt het aan de professor. Die stopt het in zijn tas en breekt daardoor opnieuw een proefbuis met zijn middeltje. Goedgeefs loopt hij de straat weer op.